# Nina Slejko Blom
Nina Slejko, slovenska umetnica, * 1982, Postojna.
Nina Slejko Blom je diplomirala iz slikarstva na Akademiji za likovno umetnost in oblikovanjev Ljubljani in magistrirala na Valand School of Fine Art v Gothenburgu na Švedskem. Razstavljala je na mnogih pomembnih razstavah in prejela več nagrad in priznanj. Ob tem skupaj s švedskim umetnikom Connyem Blomom vodi center za sodobno umetnost CAC Bukovje Landskrona, ki je obenem tudi projekt, v katerem umetnika preučujeta strukture in hierarhije v umetniškem svetu.